# Promise and Terror
Promise and Terror è il quinto album in studio dei Blaze, gruppo di Blaze Bayley, pubblicato il 1º febbraio 2010.

## Tracce
1. Watching the Night Sky – 3:36
2. Madness and Sorrow – 3:09
3. 1633 – 6:03
4. God of Speed – 5:48
5. City of Bones – 6:26
6. Faceless – 3:46
7. Time to Dare – 5:41
8. Surrounded By Sadness – 3:59
9. The Trace of Things That Have No Words – 5:48
10. Letting Go of the World – 6:24
11. Comfortable In Darkness – 5:00

## Formazione
- Blaze Bayley – voce
- Nick Bermudez – chitarra
- Jay Walsh – chitarra
- David Bermudez – basso
- Lawrence Paterson – batteria
- Jase Edwards - produttore, Prima chitarra solista in Madness and Sorrow.